# Gabriele Moreno Locatelli
Gabriele Moreno Locatelli (Canzo, 3 maggio 1959 – Sarajevo, 3 ottobre 1993) è stato un religioso e pacifista italiano, ucciso da un cecchino serbo a Sarajevo durante la guerra in Bosnia.
Vi prego / gridate / che qui la gente muore / di granate

di sniper (cecchini) / di malattie

ma anche / di paura / di angoscia / di disperazione

perché non c’è pace / non c’è pane

e l’inverno arriva / e nessuno crede

che non li abbiamo dimenticati.

Vi prego / gridate.

## Biografia
Iniziò nell'Azione Cattolica, poi studiò teologia a Napoli e Friburgo, provando per cinque anni a vivere ispirandosi alla figura di san Francesco d'Assisi, muovendosi tra Lombardia, Assisi, Napoli e la Sicilia presso i Frati minori rinnovati (a Corleone per assistere un uomo con una gamba amputata) e accostandosi anche ai Piccoli Fratelli di Gesù, a Spello. Nella sua biografia si ricordano anche tre anni vissuti a Parigi, assistendo un prete infermo, l'esperienza della pratica, ormai desueta della questua a piedi nudi, la passione di scrivere piccole poesie e l'abitudine di portare a casa un pugno di terra di ogni luogo in cui era stato. Una selezione di sue poesie e scritti sono raccolte postume nel libro La mia strada.

### L'uccisione a Sarajevo

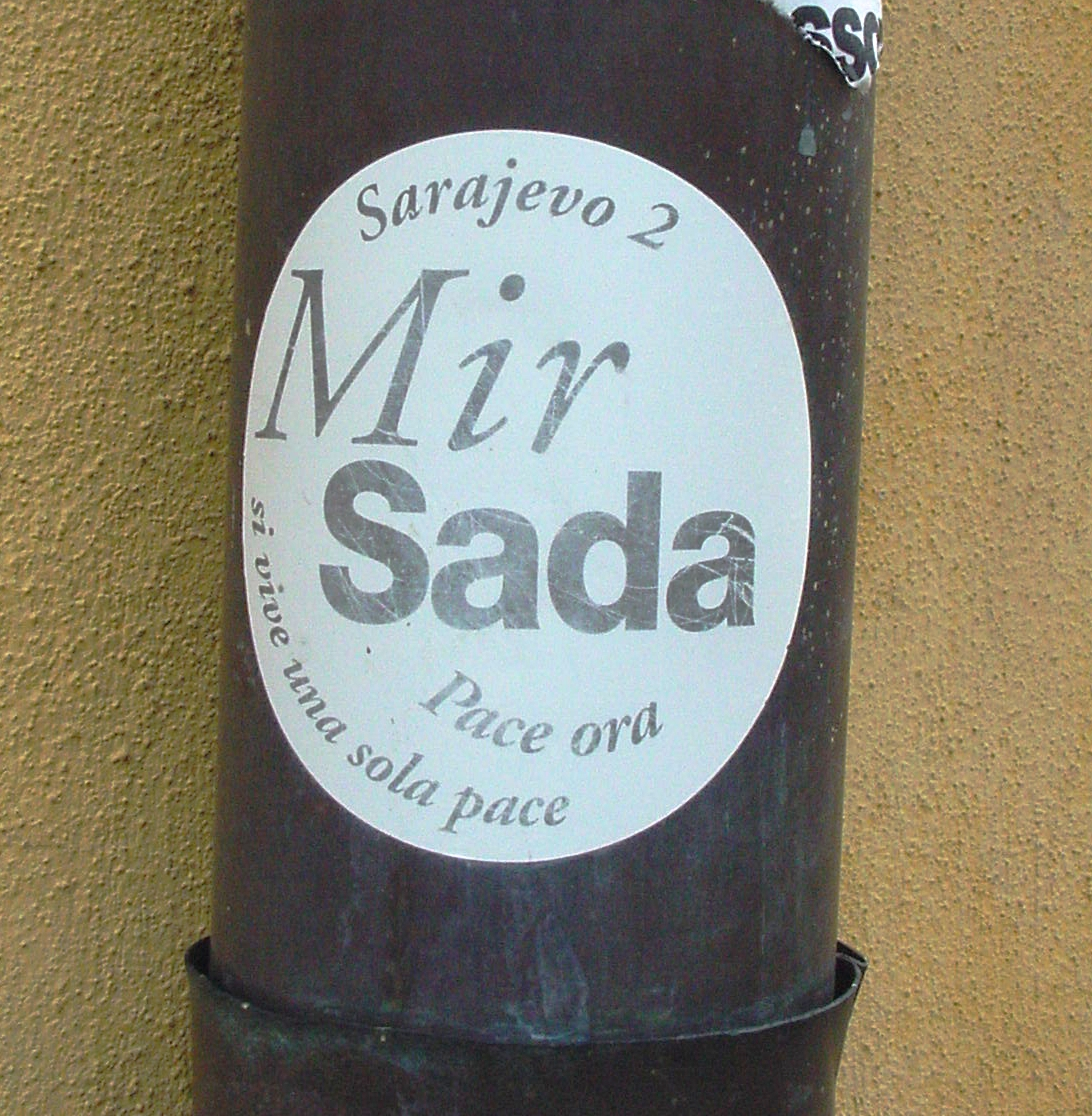
Sticker del progetto pacifista, il motto Mir Sada in serbocroato significa "Pace subito"

Locatelli, entrato nell'associazione pacifista Beati i costruttori di pace, si era recato a Sarajevo allo scopo di manifestare a favore di una soluzione pacifica della guerra civile fra etnie bosniache e serbe; la vita civile nella città era completamente paralizzata dalla presenza di cecchini che sparavano su chiunque fosse a tiro. Gabriele aveva partecipato alle due marce per la pace promosse dai Beati costruttori di pace nel dicembre 1992 e nell'agosto 1993.
Il 3 ottobre 1993, con altri quattro pacifisti (Luigi Ceccato, padre Angelo Cavagna, Pier Luigi Ontanetti e Luca Berti), che con lui a Sarajevo stavano realizzando il progetto "Si vive una sola Pace" stava attraversando il ponte al tempo nominato Vrbanja, oggi Ponte Suada e Olga sul torrente Miljacka, che divide la città, per un'azione simbolica rivolta alle due parti in conflitto: volevano deporre una corona di fiori sul luogo della prima vittima di quella guerra (la giovane Suada Dilberović uccisa nell'aprile 1992 durante le prime manifestazioni per la pace a Sarajevo), e quindi offrire del pane ai soldati bosniaci e a quelli serbi, che si fronteggiavano dalle sponde opposte del ponte; di questa piccola manifestazione erano state avvisate le milizie in conflitto.
Sul ponte venne raggiunto dai colpi di un cecchino, quando assieme ai suoi compagni stava ritornando sui suoi passi a seguito di alcune mitragliate di avvertimento. Morì dopo due interventi chirurgici, e le sue ultime parole furono «Stanno tutti bene?» riferendosi ai suoi compagni sul ponte. La sua uccisione è interpretabile come dettata dalla cinica volontà di riaffermare l'esistenza della linea della morte che divideva in due la città.
È stato seppellito nel cimitero di Canzo il 7 ottobre 1993 e sulla sua tomba, in una teca di vetro, è esposta la sua bandiera della pace; al suo nome è stato intitolato il nuovo centro della Protezione civile del suo paese natale. All'ingresso della sua casa natale di Canzo è posta una frase del Cantico dei cantici: Forte come la morte è l'amore.

## Dopo la morte

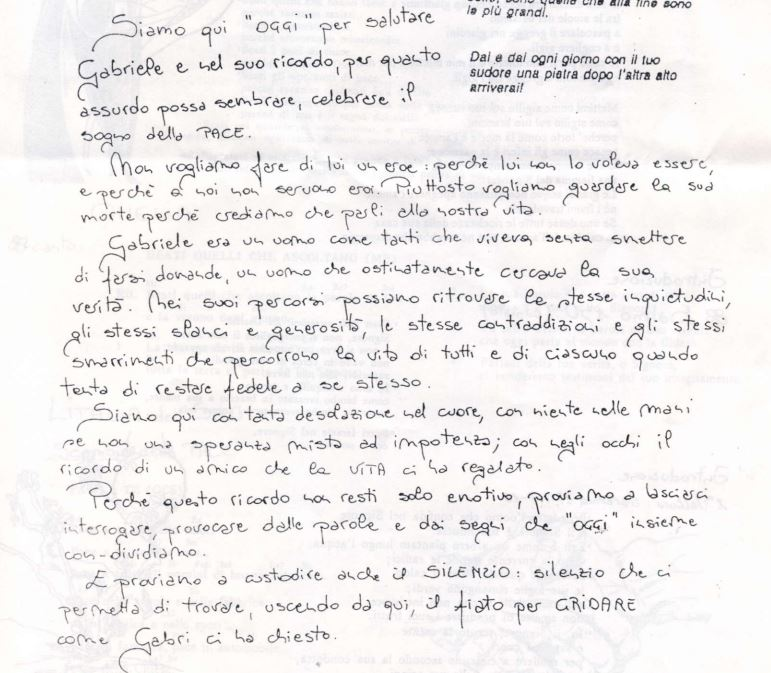
Estratto dal libretto eucaristico della messa funebre per Gabriele Moreno Locatelli. Parrocchia di Canzo, 7 ottobre 1993

### Indagine della procura
Il 2 gennaio 1999 la Procura di Brescia ricevette dal Ministero della Giustizia italiano l'autorizzazione a procedere contro ignoti per omicidio volontario, il procedimento (n.1723/96), era stato aperto nel 1993 dal Procuratore Generale della Corte di Appello di Brescia e riaperto nel 1998 dal Procuratore capo Giancarlo Tarquini a seguito dell'inchiesta documentaristica di Giancarlo Bocchi Morte di un pacifista.

### Filmografia
La morte di Locatelli e le ricerche delle responsabilità su quale parte in causa, nella guerra bosniaca, effettivamente sparò uccidendo il pacifista, ha ispirato il regista Giancarlo Bocchi per il documentario Morte di un pacifista (1995) per il successivo film documentario Il ponte di Sarajevo (2000-2015) e per il libro Il ponte di Sarajevo (2015).

### Omaggi musicali
Il gruppo canzese Sulutumana ha composto una canzone per ricordare Moreno Locatelli: "Di pace e di pane", inclusa nell'album "Arimo", del 2008.
Il 4 marzo 2013, Zucchero Fornaciari si esibisce in Piazza Maggiore a Bologna, precisamente sul sagrato della Basilica di San Petronio, accompagnato da Cheryl Porter e il suo coro gospel, nel brano Ave Maria No Morro, durante il concerto-tributo in onore di Lucio Dalla, ad un anno dalla sua scomparsa. Per l'occasione il bluesman emiliano ha riscritto appositamente il testo del brano in italiano, con, al suo interno, alcuni frammenti del testo di Locatelli, riadattati a dedica per il cantante bolognese.
Anche il gruppo musicale dei Gang gli ha dedicato la canzone Più forte della morte è l'amore, inclusa nell'album Sangue e cenere, del 2015.

### A teatro
La morte di Gabriele Moreno Locatelli è narrata dall'attore Marco Cortesi nello spettacolo La scelta.

## Onorificenze

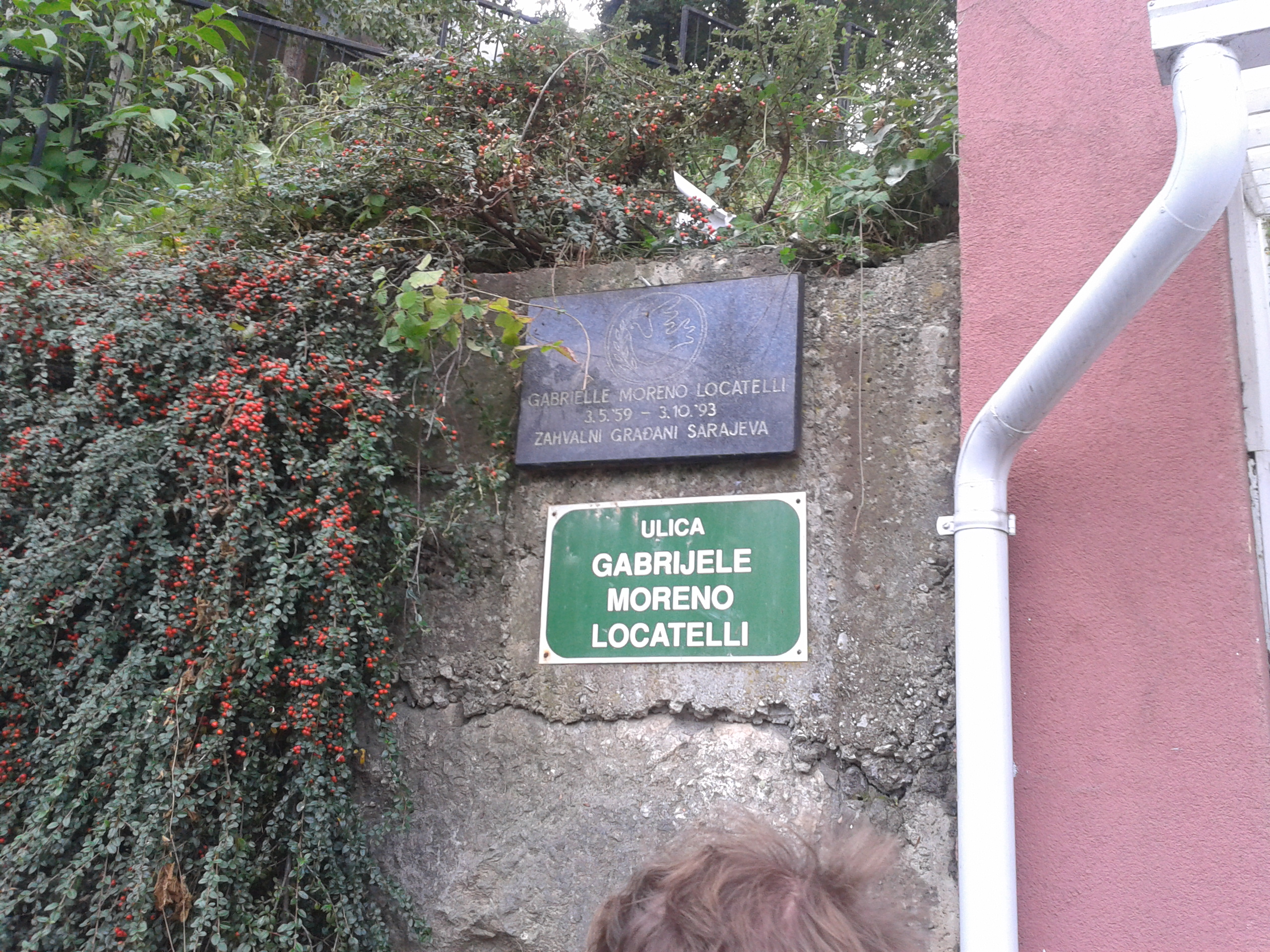
Targa della strada a Sarajevo a lui intitolata

A seguito di una petizione fatta da abitanti di Sarajevo, è stata intitolata alla sua memoria una strada del quartiere di Grbavica, che sale sulle colline dal ponte all'epoca nominato Vrbanja, oggi Ponte Suada e Olga,alla sponda che Locatelli non raggiunse. Dieci anni dopo la sua uccisione, il 3 ottobre 2003, nella Ulica (Via) Gabrijele Moreno Locatelli fu posata una lapide bianca di marmo con un'iscrizione in doppia lingua, italiana e bosniaca, simile alle lapidi posate a ricordo delle stragi che insanguinarono la città e a ricordo delle persone che persero la vita fra il 1992 e il 1995 nella città assediata.
Nell'ottobre 2011 a Padova con uno degli undici alberi piantati nel Giardino dei Giusti del Mondo si volle onorare il suo nome. Il Giardino dei Giusti del Mondo è un parco di Padova, nella zona di Terranegra, creato per onorare i cosiddetti Giusti, persone che con la loro azione si sono opposti ai genocidi del XX secolo.